# Język záparo
Język záparo, także: zápara, kayapwe – prawie wymarły należący do grupy języków zaparo, używany przez Indian Záparo zamieszkujących peruwiańską prowincję Pastaza między rzekami Curaray i Bobonaza.
W 2007 roku jedynie 5 osób używało języka záparo.